# Erythrolamprus epinephelus
La culebra de pantano (Erythrolamprus epinephelu) es una especie de serpiente de la familia Colubridae, que se encuentra en Costa Rica, Panamá, Colombia, Venezuela, Ecuador y Perú.

## Descripción
La hembra alcanza una longitud total máxima de 77,5 cm el macho 80,5 cm. La cola corresponde a un 17-27% de la longitud total. El dorso y la cola son rojizos con 32 a 49 bandas negras que se estrechan hacia la región ventral; las escamas son rojas con la punta negra o bañadas además con pigmento más oscuro en algunos adultos. Escudos superior y lateral de la cabeza negros; mentón y garganta verde a amarillo; vientre rojo brillante con diversas cantidades de marcas cuadradas o rectangulares negras; lengua negra. La subespecie Erythrolamprus epinephelus albiventris, de Ecuador, tiene el cuerpo verde con bandas laterales negras y el vientre naranja a crema amarillento.

## Hábitat
Se encuentra en sitios pantanosos y riberas, tanto en zonas relativamente abiertas de pastizales y vegetación secundaria, así como bosques, habitando desde las tierras bajas y piemontanas del Pacífico hasta los Andes y valles interandinos.

## Comportamiento
Es una serpiente diurna, relativamente común y de hábitos terrestres. Se alimenta principalmente de ranas y sapos y resiste la mayoría de las toxinas de las especies venenosas. Se esconden entre pencos (Agave) o debajo de troncos o piedras y construyen pequeños túneles para escapar u ocultarse. Al sentirse amenazada, levanta la parte anterior del cuerpo y aplana el cuello, ensanchándolo hacia los lados, para exponer la coloración roja o naranja y la piel azul clara entre las escamas y disuadir a algunos predadores.